# Serie B 2016-2017 (hockey su ghiaccio)
La Serie B 2016-2017 è stata organizzata dalla Federazione Italiana Sport del Ghiaccio e dalla LIHG. Pur diventando di fatto la prima serie del campionato italiano, a causa dell'iscrizione delle squadre italiane di Serie A nel campionato sovranazionale Alps Hockey League, rimase seconda divisione del campionato italiano di hockey su ghiaccio, dato che la Federazione decise di attribuire il titolo di campione d'Italia alle squadre italiane militanti in AHL e non abolendo quindi formalmente la vecchia Serie A. Anche a seguito di tale provvedimento, per la protesta delle compagini della cadetteria, la FISG decise di assegnare la Coppa Italia alle squadre militanti in Serie B.

## Formazioni
Le squadre iscritte in questa stagione calarono di 3 unità rispetto al campionato precedente: dopo la decisione dell'Egna di iscriversi in Alps Hockey League, il Val Pusteria decise di ritirare dal torneo la sua squadra U20 e il Val Venosta optò per l'iscrizione in Serie C.
| Alleghe Hockey      | Veneto              | Alleghe (BL)                       | Stadio Alvise De Toni               | 2.500 |
| Feltreghiaccio      | Veneto              | Feltre (BL)                        | Palaghiaccio Feltre                 | 2.500 |
| HC Chiavenna        | Lombardia           | Chiavenna (SO)                     | Palaghiaccio di Chiavenna           | 450   |
| Hockey Como         | Lombardia           | Como                               | Palaghiaccio Casate                 | 2.500 |
| HC Varese           | Lombardia           | Varese                             | PalAlbani                           | 1.200 |
| Milano Rossoblu     | Lombardia           | Milano                             | Stadio del ghiaccio Agorà           | 4.000 |
| SC Auer             | Trentino-Alto Adige | Ora (BZ)                           | Eisplatz Schwarzenbach              | 500   |
| Hockey Pergine      | Trentino-Alto Adige | Pergine Valsugana (TN)             | Stadio del ghiaccio di Pergine      | 2.500 |
| HC Merano J         | Trentino-Alto Adige | Merano (BZ)                        | MeranArena                          | 3.000 |
| HC Eppan            | Trentino-Alto Adige | Appiano sulla Strada del Vino (BZ) | Stadio del ghiaccio di Appiano      | 1.500 |
| SV Kaltern          | Trentino-Alto Adige | Caldaro sulla strada del vino (BZ) | Palaghiaccio Caldaro                | 1.500 |
| HC Fiemme           | Trentino-Alto Adige | Cavalese (TN)                      | Palazzetto del Ghiaccio di Cavalese | 2.300 |
| Ritten Sport Junior | Trentino-Alto Adige | Collalbo (BZ)                      | Arena Ritten                        | 1.200 |

## Formula
Il campionato ha inizio il 25 settembre. Il calendario prevede un girone all'italiana con gare di andata e ritorno, per un totale di 24 giornate. Le prime otto classificate accedono ai playoff, con le serie dei quarti, delle semifinali e la finale al meglio delle cinque sfide.
In caso di parità sono previsti cinque minuti (venti nella finale playoff) di overtime e se necessario i tiri di rigore. Nel corso del campionato vengono assegnati tre punti per ciascuna vittoria, due punti per una vittoria dopo l'overtime o i rigori, un punto per una sconfitta dopo l'overtime o i rigori e zero in caso di sconfitta entro i sessanta minuti.
Rispetto alla stagione precedente, viene inoltre inserito un sistema di retrocessione-promozione con la Serie C. Per stabilire la retrocessione le squadre che non disputeranno i playoff, ossia le classificate dal 9° all'ultimo posto al termine della
regular season, giocheranno un torneo di playout (gare di sola andata), al termine del quale verrà decretata la squadra retrocessa in Serie C. Tutte le squadre inizieranno tale torneo con 0 punti. Le squadre 9ª e 10ª classificata al termine della stagione regolare avranno diritto a giocare 3 gare in casa. Tuttavia, fino al raggiungimento di un numero di almeno 14 squadre partecipanti alla serie B, la retrocessione è sospesa. La prima classificata nel torneo di Serie C verrà invece promossa in Serie B.

## Stagione regolare

### Classifica
| Pos. | Squadra          | Pt | V  | VOT | VTR | P  | POT | PTR | GF  | GS  |
| ---- | ---------------- | -- | -- | --- | --- | -- | --- | --- | --- | --- |
| 1.   | Kaltern-Caldaro  | 57 | 18 | 0   | 1   | 4  | 0   | 1   | 104 | 40  |
| 2.   | Milano Rossoblu  | 56 | 17 | 1   | 1   | 4  | 0   | 1   | 136 | 52  |
| 3.   | Merano           | 56 | 17 | 1   | 1   | 4  | 0   | 1   | 103 | 53  |
| 4.   | Eppan-Appiano    | 53 | 17 | 0   | 0   | 5  | 1   | 1   | 107 | 47  |
| 5.   | Fiemme           | 51 | 17 | 0   | 0   | 7  | 0   | 0   | 94  | 58  |
| 6.   | Alleghe          | 40 | 13 | 0   | 0   | 10 | 1   | 0   | 93  | 74  |
| 7.   | Pergine          | 39 | 11 | 2   | 1   | 10 | 0   | 0   | 72  | 62  |
| 8.   | Aurora Frogs     | 32 | 9  | 1   | 1   | 12 | 1   | 0   | 68  | 80  |
| 9.   | Como             | 22 | 6  | 2   | 0   | 16 | 0   | 0   | 70  | 129 |
| 10.  | Ritten-Renon Jr. | 21 | 3  | 1   | 3   | 13 | 2   | 2   | 53  | 74  |
| 11.  | Chiavenna        | 19 | 6  | 0   | 0   | 17 | 1   | 0   | 51  | 126 |
| 12.  | Varese           | 17 | 5  | 0   | 0   | 17 | 0   | 2   | 46  | 102 |
| 13.  | Feltreghiaccio   | 5  | 1  | 0   | 0   | 21 | 2   | 0   | 23  | 123 |

Legenda:

      Ammesse ai playoff
Note:

Tre punti a vittoria, due punti a vittoria dopo overtime o rigori, un punto a sconfitta dopo overtime o rigori, zero a sconfitta.
Il finale di stagione è segnato dalle proteste dell'Alleghe che si vede infliggere un 5-0 a tavolino contro il Milano in quanto il team veneto non riesce a trovare un accordo per la disputa della partita a Milano che era stata rinviata a causa di problemi alla pista meneghina.

## Playoff

### Tabellone
- Tutte le serie al meglio delle cinque gare, si qualifica la squadra che vince tre incontri.
- La squadra con il miglior piazzamento in classifica disputa il primo e il terzo (più eventuale quinto) incontro in casa.

|  | Quarti di finale | Quarti di finale | Quarti di finale | Quarti di finale | Quarti di finale | Quarti di finale | Quarti di finale |  |  | Semifinali      | Semifinali      | Semifinali      | Semifinali      | Semifinali      | Semifinali | Semifinali |   |   | Finale        | Finale        | Finale        | Finale | Finale | Finale | Finale |  |
|  |                  |                  |                  |                  |                  |                  |                  |  |  |                 |                 |                 |                 |                 |            |            |   |   |               |               |               |        |        |        |        |  |
|  | Kaltern-Caldaro  | Kaltern-Caldaro  | Kaltern-Caldaro  | 5                | 1                | 4                | 3                |  |  |                 |                 |                 |                 |                 |            |            |   |   |               |               |               |        |        |        |        |  |
|  | Aurora Frogs     | Aurora Frogs     | Aurora Frogs     | 2                | 3                | 2                | 1                |  |  | Kaltern-Caldaro | Kaltern-Caldaro | Kaltern-Caldaro | Kaltern-Caldaro | 1               | 1          | 3          |   |   |               |               |               |        |        |        |        |  |
|  | Eppan-Appiano    | Eppan-Appiano    | 6                | 2                | 3‡               | 1                | 2                |  |  | Eppan-Appiano   | Eppan-Appiano   | Eppan-Appiano   | Eppan-Appiano   | 3               | 2†         | 5          |   |   |               |               |               |        |        |        |        |  |
|  | Fiemme           | Fiemme           | 5                | 3                | 2                | 4                | 1                |  |  |                 |                 |                 |                 |                 |            |            |   |   | Eppan-Appiano | Eppan-Appiano | Eppan-Appiano | 2      | 3      | 0      | 2      |  |
|  | Merano           | Merano           | Merano           | 5                | 2                | 7                | 6                |  |  |                 |                 | Milano Rossoblu | Milano Rossoblu | Milano Rossoblu | 5          | 2          | 4 | 3 |               |               |               |        |        |        |        |  |
|  | Alleghe          | Alleghe          | Alleghe          | 2                | 4                | 0                | 0                |  |  | Merano          | Merano          | 3               | 4               | 3               | 4          | 2          |   |   |               |               |               |        |        |        |        |  |
|  | Milano Rossoblu  | Milano Rossoblu  | Milano Rossoblu  | Milano Rossoblu  | 5                | 11               | 5                |  |  | Milano Rossoblu | Milano Rossoblu | 4               | 1               | 4               | 1          | 4          |   |   |               |               |               |        |        |        |        |  |
|  | Pergine          | Pergine          | Pergine          | Pergine          | 1                | 2                | 4                |  |  |                 |                 |                 |                 |                 |            |            |   |   |               |               |               |        |        |        |        |  |

†: partita terminata ai tempi supplementari; ‡: partita terminata ai tiri di rigore

## Playout
Non disputati per l'iscrizione al torneo di un numero inferiore a 14 squadre.

## Classifica finale[1]
| Pos. | Squadra          |
| ---- | ---------------- |
| 1    | Milano Rossoblu  |
| 2    | Eppan-Appiano    |
| 3    | Kaltern-Caldaro  |
| 4    | Merano           |
| 5    | Fiemme           |
| 6    | Alleghe          |
| 7    | Pergine          |
| 8    | Aurora Frogs     |
| 9    | Como             |
| 10   | Ritten-Renon Jr. |
| 11   | Chiavenna        |
| 12   | Varese           |
| 13   | Feltreghiaccio   |

## Verdetti
- Campione di Serie B:  Milano Bears RB
- Retrocessa in Serie C: nessuna per numero di squadre iscritte inferiore a 14.